# Língua guniyandi
A língua guniyand, chamada pelos falantes de gooniyandi, pertence à família bunuban e é falada na região de Kimberley na Austrália Ocidental . Atualmente, tem cerca de 210 falantes nativos e é classificada como severamente em risco pelo Atlas Mundial de Línguas em Perigo da UNESCO.

## Etimologia
O termo Guniyandi se refere ao nome do povo Gooniyandi, que antes também era escrito como Kuniyanti. Antigamente, o grupo costumava ser nomeado como "Gunian", porém os falantes consideram que o termo encurta o significado e preferem a forma extensa "Gooniyandi". 

## Distribuição
É uma língua Aborígene Australiana falada pelo povo Gooniyandi, o qual vive na parte meridional de Kimberly, região do estado da Austrália Oriental. Além disso, faz parte da família linguística Bunuban, a qual é composta apenas por duas línguas: Guniyandi e Bunuba, havendo um alto índice de bilinguismo entre membros dos dois povos. Essas pertencem ao grupo linguístico Não Pama Nyungan. 

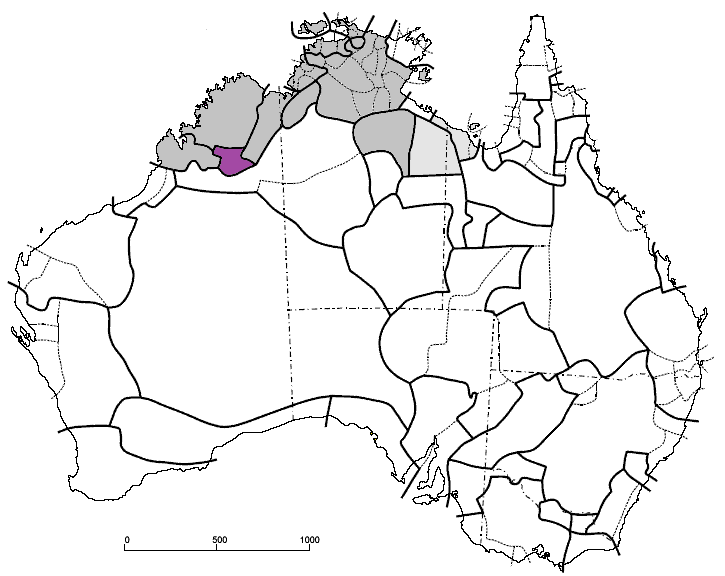
Mapa de Bunuba, região em que as línguas Bunubas são faladas.

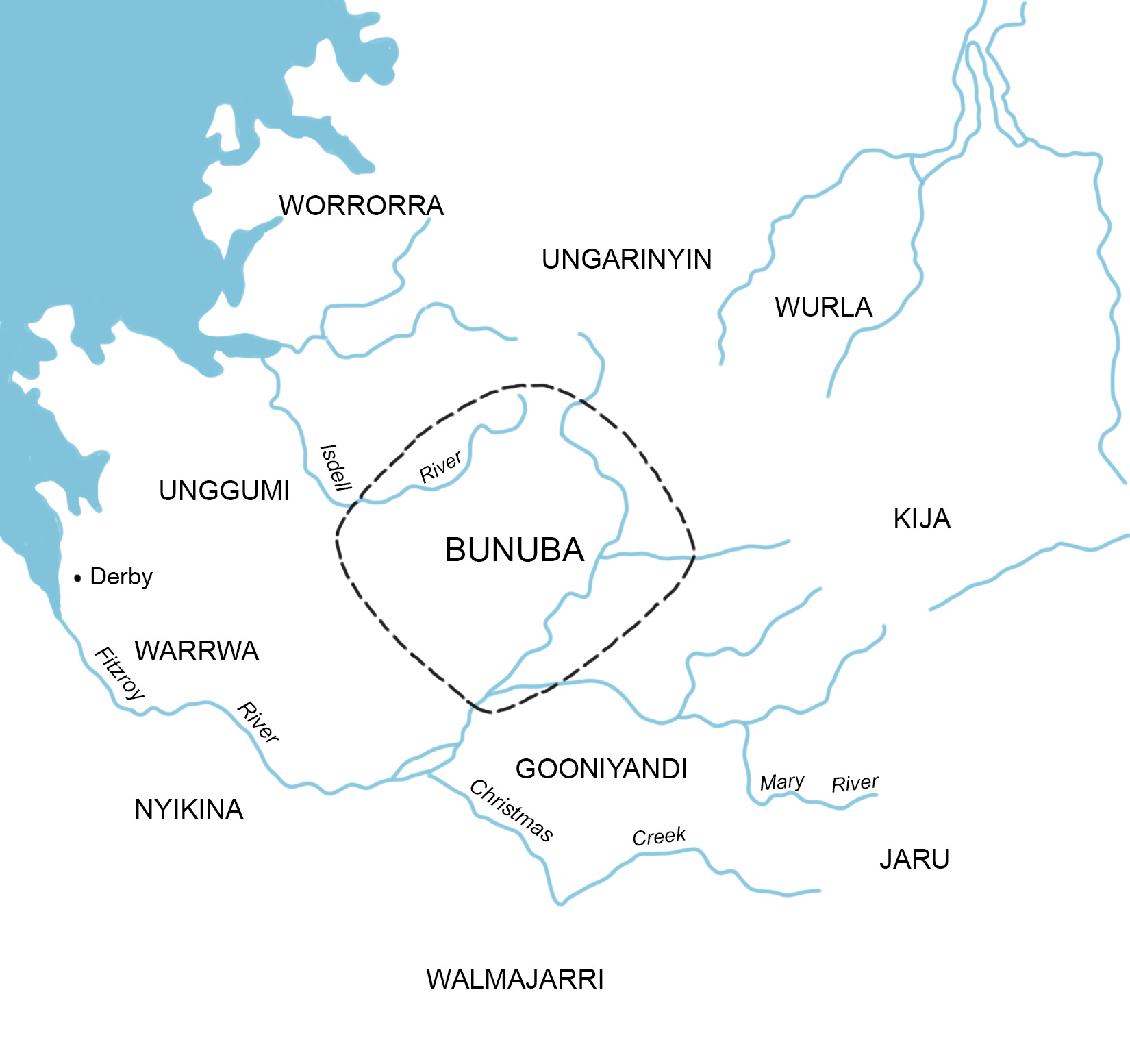
Condado de Bunuba (e sub-região de Guniyandi), em Kimberley.

## Fonologia
A fonologia do Guniyandi é composta por dezenove fonemas consonantais e três fonemas vocálicos, sendo um deles longo (/a/). Não existem consoantes fricativas e o vozeamento não interfere no significado.

### Vogais
|         | Anterior | Posterior |
| ------- | -------- | --------- |
| Fechada | i        | u         |
| Aberta  | a æ      |           |

### Consoantes
|             | Bilabial | Dental | Alveolar | Retroflexa | Palatal | Velar |
| ----------- | -------- | ------ | -------- | ---------- | ------- | ----- |
| Plosiva     | b        | t̪      | d        | ɖ          | ɟ       | ɡ     |
| Nasal       | m        | n̪      | n        | ɳ          | ɲ       | ŋ     |
| Vibrante    |          |        | ɾ        |            |         |       |
| Aproximante |          |        | l        | ɭ          | ʎ       |       |
| Lateral     | w        |        |          | ɻ          | j       |       |

## Ortografia
O Guniyandi utiliza o alfabeto latino. Isso acontece porque a Austrália foi colonizada pela Inglaterra e os pesquisadores ingleses criaram formas para representar os idiomas Aborígenes utilizando o alfabeto latino, que é usado no idioma inglês. Segue abaixo a correspondência entre as letras e dígrafos e os seus respectivos fonemas.
| Fonema | Representação em grafia |            |
| ------ | ----------------------- | ---------- |
| a~æ    | a                       | Vogais     |
| ɑː     | aa                      | Vogais     |
| aǐi    | ayi                     | Vogais     |
| i      | i                       | Vogais     |
| iǐa    | iya                     | Vogais     |
| uː     | oo                      | Vogais     |
| ʷu     | woo                     | Vogais     |
| ʲi     | yi                      | Vogais     |
| b̥      | b                       | Consoantes |
| d̥      | d                       | Consoantes |
| ɡ̊      | g                       | Consoantes |
| ɟ      | j                       | Consoantes |
| ɭ      | l                       | Consoantes |
| ʎ      | ly                      | Consoantes |
| m      | m                       | Consoantes |
| n      | n                       | Consoantes |
| ŋ      | ng                      | Consoantes |
| nɡ̊     | n.g                     | Consoantes |
| ŋɡ̊     | ngg                     | Consoantes |
| ɲ      | ny                      | Consoantes |
| n̺      | nh                      | Consoantes |
| r~ɻ    | r                       | Consoantes |
| ɭ      | rl                      | Consoantes |
| d̥      | rd                      | Consoantes |
| ɳ      | rn                      | Consoantes |
| r      | rr                      | Consoantes |
| ṭ~ᶿ    | th                      | Consoantes |
| w      | w                       | Consoantes |
| j      | y                       | Consoantes |

## Gramática

### Pronomes
Os pronomes do Guniyandi podem ser divididos em três principais formas: nominativos, oblíquos e enfáticos. Além de possuírem o equivalente a primeira, segunda  e terceira pessoas gramaticais do singular e do plural, existe uma distinção dentro da primeira pessoa do plural, a qual pode ser restrita ou irrestrita ( incluir ou não a pessoa com quem se fala). 
Os pronomes nominativos desempenham uma função semelhante aos pronomes pessoais no português.
| Número \ Pessoa | 1        | 1          | 2       | 3    |
| --------------- | -------- | ---------- | ------- | ---- |
| Número \ Pessoa | Restrita | Irrestrita | 2       | 3    |
| SG              | Nganyi   | --         | Nginyji | Niyi |
| PL              | Ngidi    | Yaadi      | Gidi    | Bidi |

Os pronomes oblíquos desempenham uma função semelhante aos pronomes possessivos do português.
| Número \ Pessoa | 1         | 1          | 2        | 3        |
| --------------- | --------- | ---------- | -------- | -------- |
| Número \ Pessoa | Restrita  | Irrestrita | 2        | 3        |
| SG              | Ngaddagi  | --         | Ngaanggi | Nhoowoo  |
| PL              | Ngiddangi | Yaddangi   | Giddangi | Biddangi |

Os pronomes enfáticos não tem uma correspondência no português mas são utilizados em situações nas quais os indivíduos além de realizarem a ação, ainda a fazem em benefício próprio.
| Número \ Pessoa | 1             | 1            | 2            | 3            |
| --------------- | ------------- | ------------ | ------------ | ------------ |
| Número \ Pessoa | Restrita      | Irrestrita   | 2            | 3            |
| SG              | Ngaddajinga   | --           | Ngaangjinga  | Nhoongjinga  |
| PL              | Ngiddangjinga | Yaddangjinga | Giddangjinga | Biddangjinga |

## Vocabulário
Essa é uma versão reduzida do tradicional mito sobre o fogo.
| Texto em Guniyandi | Texto em português                                                                     |
| --- | -------------------------------------------------------------------------------------- |
| / yoowooloo garndiwa girnaj -biddi boolga -woolga /                                                                                         | Vários anciãos estavam sentados juntos.                                                |
| / warang -biddi / maadi -wa nyamani -ya gamba bij -ngarni wanddangi /                                                                       | Eles se sentavam alí. Estava muito frio e começou a chover.                            |
| / maadi / bilanggidi marlami / majooddoo marlami / galigoo marlami /                                                                        | Estava frio. Eles não tinham cobertores, não tinham fósforos, não tinham tendas.       |
| / winhi warang -biddi yoowooloo/ ngamoo ngaddanggarni /                                                                                     | Eles apenas se sentavam em silêncio, antes da hora de dormir.                          |
| / niyaji -ya warang -biddi / balngarna / | Naquela época, eles se sentavam ao ar livre.                                           |
| / gamba -ga yilij -bina / garndiwa/maadi dij -ji -wina /                                                                                    | Chuva caía sobre eles e os deixava com mais frio.                                      |
| / niyaji -ya / yoowarni lambardi yoowooloo/ yingi jilngirndi /                                                                              | Naquela época, existia um homenzinho chamado Jilngirndi.                               |
| / niyaji -ngga ward -ji -widdangi / doodoo -ji -widdani / maadi / yoowooloo -yarndi -ga / boolga -woolga -ngga barndanyi -barndanyi -ngga / | Esse foi até eles, que tremiam de frio, todos eles, os anciãos e as anciãs.            |
| / niyi -ngga doow -ngarni -widdangi / | Ele o tirou deles.                                                                     |
| / gindiwa yalawa -nyali giddari -nga / doowoo -ya / dirib -bindi /                                                                          | Ele correu um pouco rio acima e entrou em uma caverna.                                 |
| / miga -winmi baljoowa / ngirndi -ya wayandi / ngoorndoo -ga giddari -nga /                                                                 | Lá embaixo eles disseram " Quem fugiu com o fogo?"                                     |
| / booga -ngga ginharndi -ga -waami / gindiwa giddari -nga niyaji -yidda /                                                                   | "Foi aquele homenzinho, vocês sabem, ele fugiu rio acima para aquele lugar"            |
| / baljoowa birlaj -binmi -nhi / niyaji -ya doowoo -ya gindiwa / nhin -nhin -lidda girili -ngaddi -ngga / goorlarda -ngaddi -ngga /          | Eles o seguiram e o encurralaram na caverna com suas varas e lanças.                   |
| / gindiwa niyaji nyag -bi -widda / wayandi gindiwa -nyali warang ~nga /                                                                     | Eles o espetaram repetidamente, mas ele continuou a segurar o fogo no alto da caverna. |
| / yilba niyaji warang -ji baabiddi / wila /                                                                                                 | Ele continuou lá dentro. Fim.                                                          |